# Jeronimas Ralys

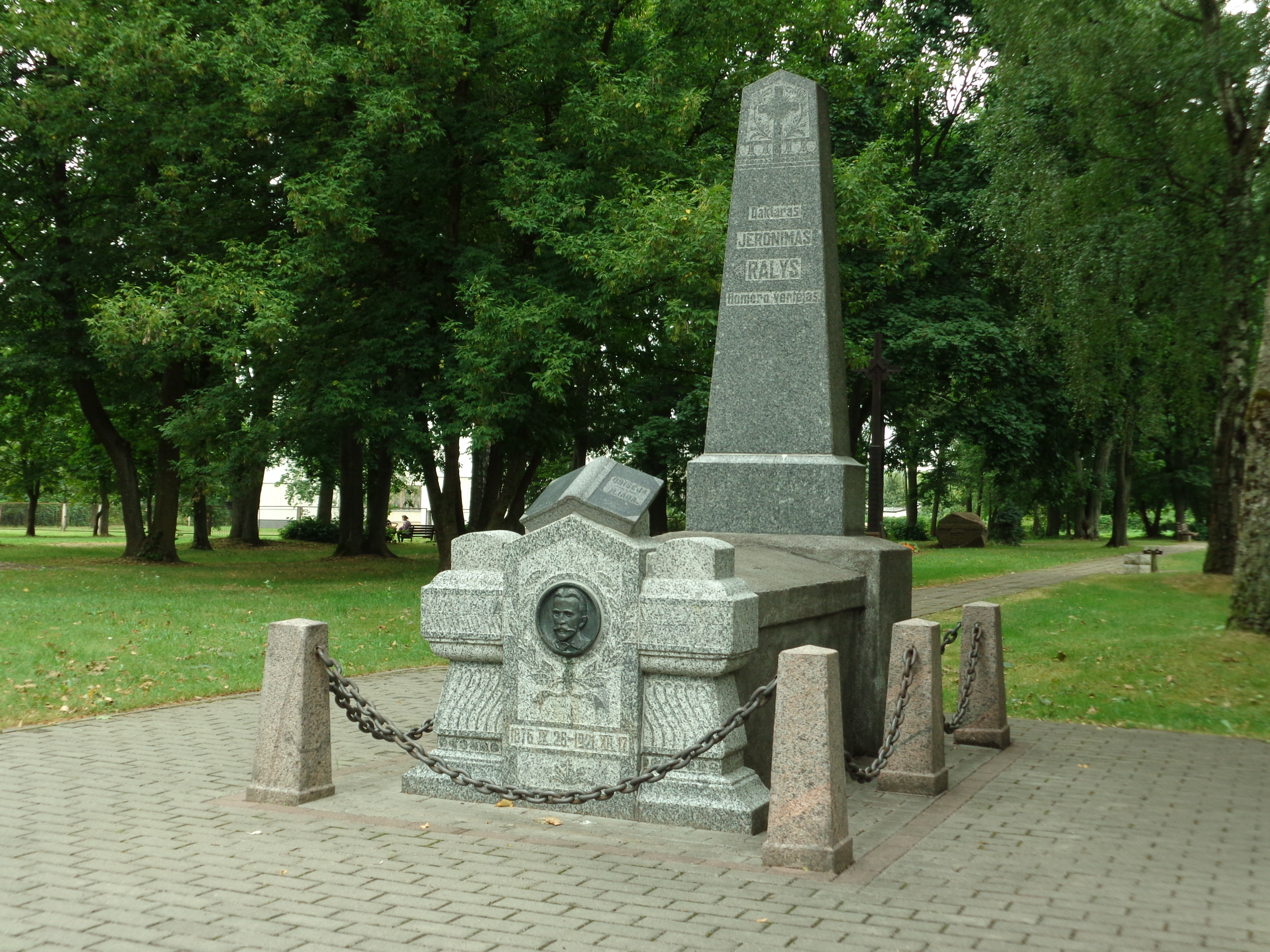
Grób na Placu Pokoju w Janowie

Jeronimas Ralys (ur. 10 października 1876 w Antkapinis obok Żołp, zm. 17 grudnia 1921 w Janowie) – litewski lekarz, prozaik i tłumacz. Honorowy obywatel Janowa.

## Życiorys
Urodził się w rodzinie chłopskiej. W 1896 roku ukończył gimnazjum w Szawlach, najbardziej lubił historię klasycznej literatury greckiej i łacińskiej. Po dostaniu się na wydział medyczny Uniwersytetu Moskiewskiego, uczestniczył w działaniach litewskiego stowarzyszenia socjaldemokratycznego (Lietuvos socialdemokratų partija). Współpracował z gazetami „Varpas”, „Ūkininkas” i „Lietuvos žinios”.
Po ukończeniu studiów w latach 1903-1906 pracował w szpitalu w Moskwie jako pediatra. Następnie służył w marynarce wojennej (od 1906 do 1908). W latach 1908–1914 pracował jako lekarz w Prenach, Towianach, Ejragole i Janowie, dbał o edukację ludzi zamieszkujących te miasta. Od 1914 do 1918 roku był lekarzem wojskowym w Wołgogradzie, Kownie, Saratowie. W 1918 osiadł w Janowie.
W 5 klasie gimnazjum zaczął tłumaczenie na język litewski „Odysei” Homera (wydane w 1921 roku) i „Iliady” (tłumaczenie dokończone przez Sofiję Kymantaitė-Čiurlionienė, George Talmantasa i Franciszka Žadeikisa, wydane w 1930 roku). Przetłumaczył „Iliadę” i „Odyseję” na język litewski wcześniej niż zostały one przetłumaczone na niektóre inne języki.
W 1902 roku napisał zbiór opowiadań „Plagi”. W 1907 roku przetłumaczył na litewski wydane po polsku przez Jurgisa Šlapelisa „Przypadki Robinsona Kruzoe”, a w 1914 roku dokonał tłumaczenia „Chaty wuja Toma” Harriet Beecher Stowe.

## Upamiętnienie
Pochowany na starym cmentarzu w Janowie. Pomnik został uświęcony 30 września 1931 roku. Autorem pomnika jest architekt Adolf Netiksa.
Jego imieniem nazwano ulicę w Janowie. Na byłym budynku szpitala wojskowego w Wilnie została odsłonięta tablica pamiątkowa w 70. rocznicę śmierci lekarza. 8 października 1993 roku imię Jeronima Ralysa nadano Gimnazjum nr 1 w Janowie.

## Odznaczenia
- Honorowy obywatel Janowa (od 4 sierpnia 2000 r.)[4]